# Pădurea Molin
Pădurea Molin (în sârbă Молинска шума - Molinska šuma) este o pădure situată în comuna Nova Crnja din provincia Voivodina, Serbia. Până în 1961 a existat o așezare numită Molin. Satul a fost abandonat în 1961 din cauza apelor subterane. Pădurea Molin este folosită ca fond de vânătoare.
Este localizată la: 45°38′51″N 20°31′41″E / 45.647528°N 20.528126°E